# اچ‌ام‌ای‌اس سیلور کلود
اچ‌ام‌ای‌اس سیلور کلود (به انگلیسی: HMAS Silver Cloud) یک کشتی است. این کشتی در سال ۱۹۳۳ ساخته شد.